# 倭马亚广场

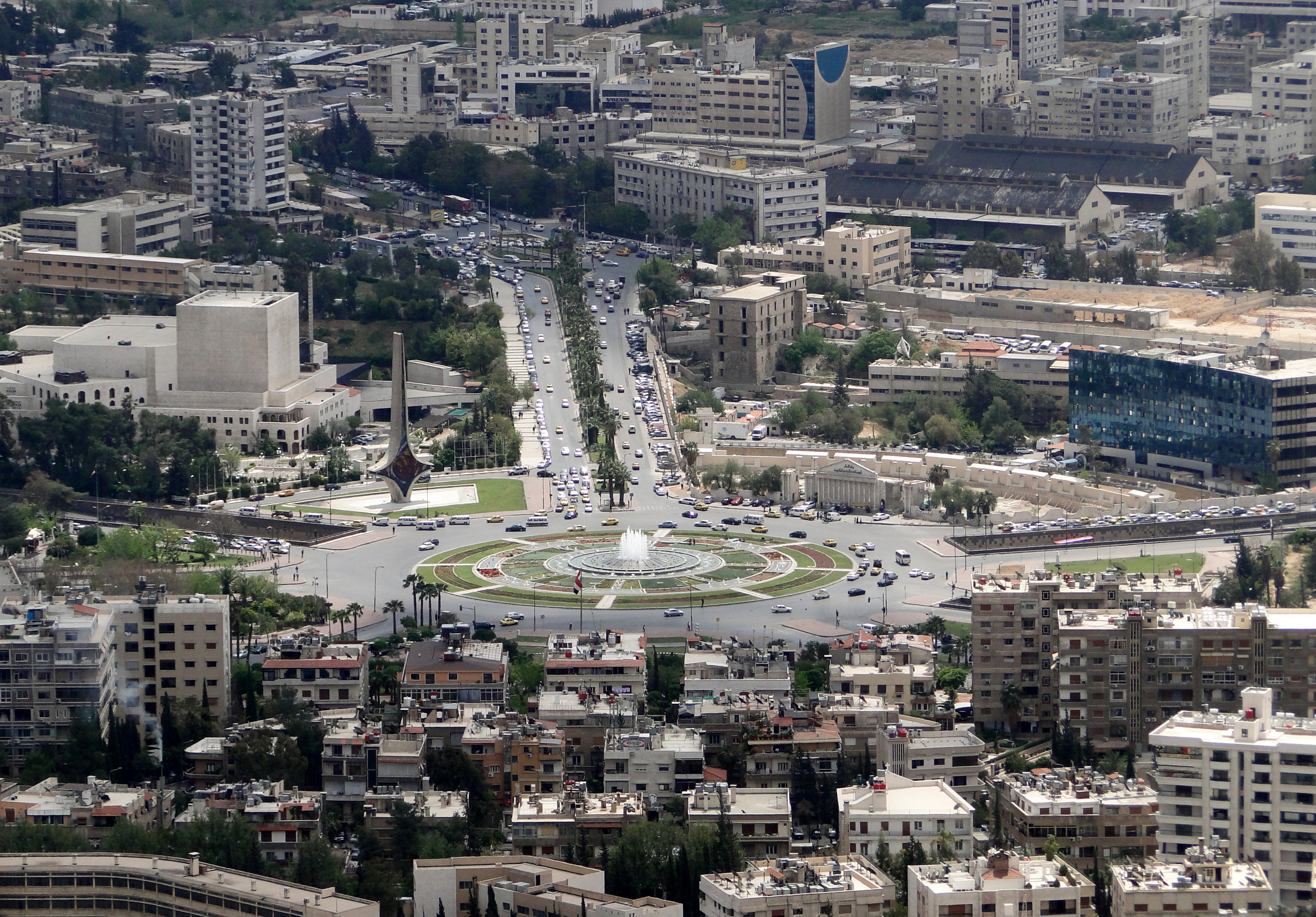
倭马亚广场

倭马亚广场（阿拉伯语：ساحة الأمويين，ALA-LC: sāḥat al-Umawiyīn）是叙利亚首都大马士革的一个大型广场，连接市中心与几个重要的公路和地区。广场得名于倭马亚王朝，当时大马士革是首都。
2011年6月20日，叙利亚内战期间，大规模亲阿萨德总统的集会在倭马亚广场以及霍姆斯、阿勒颇、苏韦达、拉塔基亚、德拉、 哈塞克、塔尔图斯以及其他地点举行。

## 建筑
- 大马士革歌剧院建筑群，包括戏剧艺术高等学院。
- 阿萨德国家图书馆[2]
- 叙利亚电视台大楼
- 叙利亚武装力量总部
- 国防部（总参谋部大楼）
- 喜来登酒店